# Kuvempu

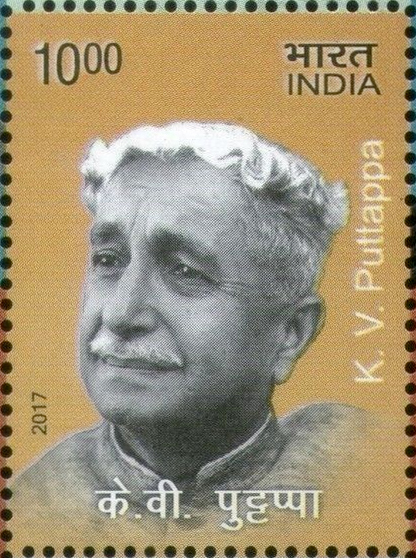
Kuvempu

Kuvempu, właściwie Kuppali Venkatappagowda Puttappa (kannada: ಕುಪ್ಪಳ್ಳಿ ವೆಂಕಟಪ್ಪಗೌಡ ಪುಟ್ಟಪ್ಪ; ur. 29 grudnia 1904, zm. 11 listopada 1994) – indyjski pisarz i poeta z Karnataki, tworzący w języku kannada. Napisał m.in. wersję Ramajany we współczesnym języku kannada.